# مانسانیتا
مانسانیتا (اسپانیایی: Manzanita‎؛ ۷ فوریه ۱۹۵۶ – ۶ دسامبر ۲۰۰۴) خواننده و نوازندۀ گیتار اهل اسپانیا بود.
وی به‌سبب صدای خاص و سبک گیتارنوازی‌اش شهرت داشت.